# Coalville Town FC
Coalville Town FC (celým názvem: Coalville Town Football Club) je anglický fotbalový klub, který sídlí ve městě Coalville v nemetropolitním hrabství Leicestershire. Založen byl v roce 1926 pod názvem Ravenstone Miners Athletic FC. Od sezóny 2018/19 hraje v Southern Football League Premier Division Central (7. nejvyšší soutěž). Klubové barvy jsou černá a bílá.
Své domácí zápasy odehrává na stadionu Owen Street Sports Ground s kapacitou 2 000 diváků.

## Historické názvy
Zdroj: 
- 1926 – Ravenstone Miners Athletic FC (Ravenstone Miners Athletic Football Club)
- 19?? – Ravenstone FC (Ravenstone Football Club)
- 1995 – Coalville Town FC (Coalville Town Football Club)

## Úspěchy v domácích pohárech
Zdroj: 
- FA Cup
  - 1. kolo: 2004/05
- FA Trophy
  - 1. kolo: 2013/14
- FA Vase
  - Finále: 2010/11

## Umístění v jednotlivých sezonách
Stručný přehled
Zdroj: 
- 1991–1997: Leicestershire Senior League (Division One)
- 1997–2003: Leicestershire Senior League (Premier Division)
- 2003–2011: Midland Football Alliance
- 2011–2016: Northern Premier League (Division One South)
- 2016–2018: Northern Premier League (Premier Division)
- 2018– : Southern Football League (Premier Division Central)

Jednotlivé ročníky
Zdroj: 
Legenda: Z - zápasy, V - výhry, R - remízy, P - porážky, VG - vstřelené góly, OG - obdržené góly, +/- - rozdíl skóre, B - body, červené podbarvení - sestup, zelené podbarvení - postup, fialové podbarvení - reorganizace, změna skupiny či soutěže
| Sezóny  | Liga                                                | Úroveň | Z  | V  | R  | P  | VG  | OG | +/-  | B   | Pozice |
| ------- | --------------------------------------------------- | ------ | -- | -- | -- | -- | --- | -- | ---- | --- | ------ |
| 2009/10 | Midland Football Alliance                           | 9      | 42 | 31 | 3  | 8  | 106 | 43 | +63  | 96  | 2.     |
| 2010/11 | Midland Football Alliance                           | 9      | 44 | 32 | 4  | 8  | 153 | 53 | +100 | 100 | 1.     |
| 2011/12 | Northern Premier League (Division One South)        | 8      | 42 | 15 | 10 | 17 | 69  | 72 | -3   | 55  | 14.    |
| 2012/13 | Northern Premier League (Division One South)        | 8      | 42 | 25 | 11 | 6  | 108 | 44 | +64  | 86  | 2.     |
| 2013/14 | Northern Premier League (Division One South)        | 8      | 40 | 27 | 8  | 5  | 101 | 35 | +66  | 89  | 2.     |
| 2014/15 | Northern Premier League (Division One South)        | 8      | 42 | 19 | 4  | 19 | 76  | 71 | +5   | 61  | 10.    |
| 2015/16 | Northern Premier League (Division One South)        | 8      | 42 | 25 | 10 | 7  | 81  | 46 | +35  | 85  | 3.     |
| 2016/17 | Northern Premier League (Premier Division)          | 7      | 46 | 15 | 10 | 21 | 71  | 79 | -8   | 55  | 17.    |
| 2017/18 | Northern Premier League (Premier Division)          | 7      | 46 | 15 | 7  | 24 | 70  | 92 | -22  | 52  | 20.    |
| 2018/19 | Southern Football League (Premier Division Central) | 7      | 42 | 20 | 7  | 15 | 78  | 66 | +12  | 67  | 6.     |
| 2019/20 | Southern Football League (Premier Division Central) | 7      | 30 | 14 | 9  | 7  | 51  | 32 | +19  | 51  | 8.     |
| 2020/21 | Southern Football League (Premier Division Central) | 7      | 7  | 5  | 2  | 0  | 21  | 5  | +16  | 17  | 1.     |
| 2021/22 | Southern Football League (Premier Division Central) | 7      | 40 | 23 | 9  | 8  | 86  | 47 | +39  | 78  | 3.     |
| 2022/23 | Southern Football League (Premier Division Central) | 7      | 42 | 27 | 8  | 7  | 92  | 42 | +50  | 89  | 2.     |
| 2023/24 | Southern Football League (Premier Division Central) | 7      | 40 | 15 | 10 | 15 | 68  | 57 | +11  | 55  | 11.    |